# Đảo Farasan
Đảo Farasan (tiếng Ả Rập: جزيرة فرسان; phiên âm: Jazyrat Farasan) là hòn đảo lớn nhất của Quần đảo Farasan, ở Biển Đỏ, rộng 686 km². Nó nằm ở vị trí ngoài khơi cách bờ biển Jizan 50 km, một phần phía tây nam của Ả Rập Xê Út. Tọa độ 16°25′20″B 41°35′24″Đ / 16,4221°B 41,59°Đ. Thị trấn chính trên đảo là Farasan, dân số toàn đảo là 20.000 người (2010). "Khu bảo tồn biển đảo Farasan" đã được tạo ra quanh đảo để bảo vệ đa dạng sinh học.